# Wayland (Massachusetts)
Wayland é uma vila localizada no condado de Middlesex no estado estadounidense de Massachusetts. No Censo de 2010 tinha uma população de 12.994 habitantes e uma densidade populacional de 316,63 pessoas por km².

## Geografia
Wayland encontra-se localizado nas coordenadas 42° 21′ 37″ N, 71° 21′ 38″ O. Segundo o Departamento do Censo dos Estados Unidos, Wayland tem uma superfície total de 41.04 km², da qual 38.97 km² correspondem a terra firme e (5.05%) 2.07 km² é água.

## Demografia
Segundo o censo de 2010, tinha 12.994 pessoas residindo em Wayland. A densidade populacional era de 316,63 hab./km². Dos 12.994 habitantes, Wayland estava composto pelo 87.19% brancos, o 0.87% eram afroamericanos, o 0.03% eram amerindios, o 9.9% eram asiáticos, o 0.02% eram insulares do Pacífico, o 0.39% eram de outras raças e o 1.6% pertenciam a duas ou mais raças. Do total da população o 2.42% eram hispanos ou latinos de qualquer raça.